# Spójność pomiarowa
Spójność pomiarowa – właściwość pomiaru lub wzorca jednostki miary polegająca na tym, że można go powiązać z określonymi odniesieniami, na ogół z wzorcami państwowymi lub międzynarodowymi jednostkami miary, za pośrednictwem nieprzerwanego łańcucha porównań, z których wszystkie mają określone niepewności.
Zachowanie spójności pomiarowej jest warunkiem jednoznaczności wyników pomiarów, umożliwiającym ich wzajemne porównanie.